# Delain (groupe)

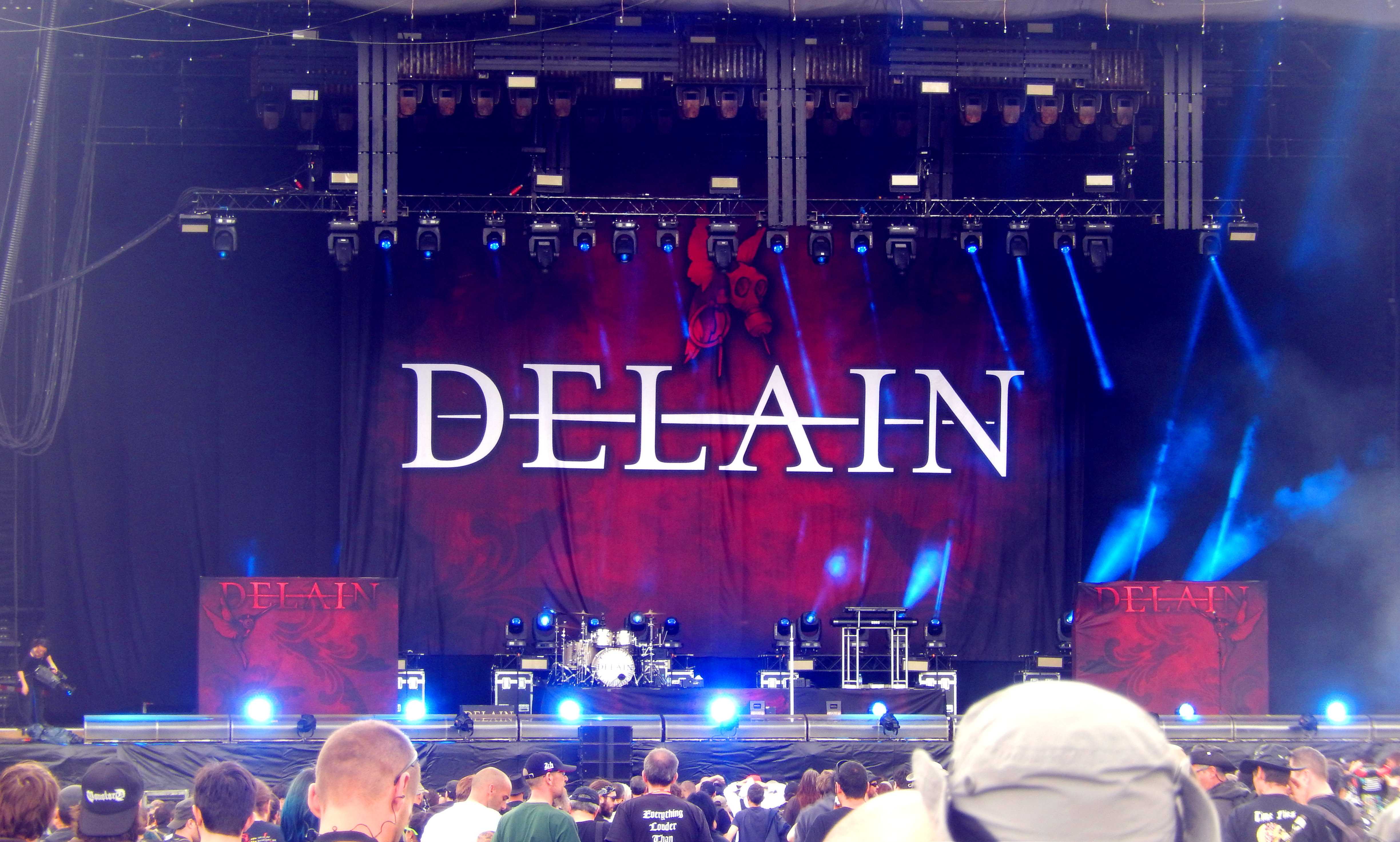
Delain, scène prête pour le concert, Hellfest 2016

Delain est un groupe de metal symphonique néerlandais. Il est formé en 2002 par l'ancien pianiste de Within Temptation, Martijn Westerholt.

## Biographie

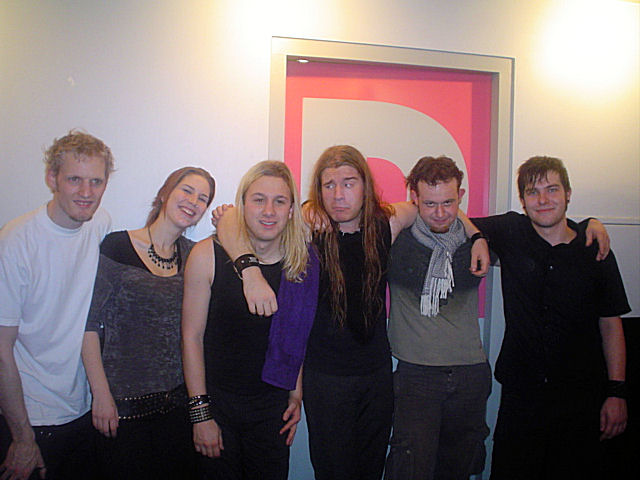
De gauche à droite : Martijn Westerholt, Charlotte Wessels, Ronald Landa, Rob van der Loo, Sander Zoer, et Ray van Lente.

Delain est formé en 2002 par Martijn Westerholt, l'ex-pianiste et frère du fondateur de Within Temptation Robert Westerholt. Il quitte le groupe en 2001 car il souffrait d'une mononucléose et a fondé Delain en 2002. Le nom du groupe tire son origine du royaume de Delain dans le roman de Stephen King Les Yeux du dragon. Le groupe a commencé à enregistrer son premier album, Lucidity, en juillet 2005, après avoir signé un contrat chez Roadrunner Records. Sur cet album, le groupe invite de nombreux musiciens, comme Marco Hietala (Nightwish et Tarot), Liv Kristine (Leaves' Eyes), Ariën van Weesenbeek et Ad Sluijter (Epica), Sharon Den Adel (Within Temptation).
Après avoir été plusieurs fois reporté, l'album sort finalement à l'automne 2006, et remporte un certain succès permettant au groupe d'entamer une série de concerts. Martijn Westerholt (claviers) et Charlotte Wessels (chant), alors seuls membres fondateurs, sont rejoints par Rob van der Loo (basse), Ronald Landa (guitare) et Sander Zoer (batterie). Le deuxième album, April Rain sort en 2008. Le premier single est le titre éponyme April Rain ; le deuxième est Stay Forever.
Courant 2010, Rob van der Loo se retire de l'aventure Delain, en bons termes, pour des raisons personnelles. Il sera alors remplacé par Otto Schimmelpenninck van der Oije. Après avoir joué dans de nombreux festivals, y compris le Wacken Open Air et le Hellfest, Delain est le groupe d'ouverture du Sonisphere Festival à Knebworth, Royaume-Uni en juillet 2010. Entre avril et mai 2011, ils annoncent sur le nouveau site web que Timo Somers sera désormais leur guitariste officiel et que l'enregistrement du troisième album se déroule bien. Le 26 novembre 2014, le bassiste est hospitalisé pour une blessure à un testicule à la suite d'un accident de scène. En 2015, le groupe intègre la guitariste Merel Bechtold en tant que membre permanent. Le groupe publie un nouvel album intitulé Moonbathers en 2016. Une tournée s'ensuit pour promouvoir cet album puis une mini-tournée fin 2017 qui voit la participation de Marko Hietala. A l’été 2019, Merel Bechtold annonce son départ de Delain pour se consacrer à des projets personnels. Delain ne comptera une nouvelle fois en ses rangs qu'un seul guitariste en la personne de Timo. Fin 2019, le groupe repart en tournée pour promouvoir son futur sixième album Apocalypse & Chill. Celui-ci paraît en mars 2020. 
Le 15 février 2021, pour cause de divergences sur le statut et le rôle de chacun, Martjin Westerholt annonce sa séparation d'avec les autres membres du groupe. Il prévoit de maintenir le groupe en vie sous forme de projet solo. Charlotte Wessels confirme cette séparation après 16 ans de carrière dans le groupe ; elle annonce qu'elle va écrire et interpréter de la musique sous son nom propre et qu'elle la diffusera sur sa page du réseau social Patreon, page censée à l'origine être un projet parallèle à Delain. Les trois autres musiciens Otto Schimmelpenninck, Timo Somers et Joey de Boer, indiquent également quitter Delain et continuer à faire de la musique dans d'autres projets. 
En 2021, la chanteuse Charlotte Wessels est remplacée par Diana Leah. La chanteuse a été choisie car elle savait que le groupe cherchait une chanteuse, elle leur avait envoyé un message sur instagram, ils ont cherché des solutions pour qu’elle puisse s’enregistrer en train de chanter et quelques semaines plus tard elle a reçu un e-mail confirmant qu’elle serait la nouvelle chanteuse de Delain.

## Membres

### Membres actuels
- Martijn Westerholt - claviers (depuis 2002)
- Diana Leah  - Chant (depuis 2021)
- Sander Zoer - Batterie (depuis 2021)
- Ronald Landa - Grunt, Guitare (depuis 2021)
- Ludovico Cioffi - Grunt, Basse (depuis 2022)

### Membres live
- Bas Maas (avril/mai 2012) - guitare
- Merel Bechtold (janvier 2015) - guitare

### Anciens membres
- Anne Invernizzi - chant (2002-2005)
- Roy van Enkhuyzen - guitare (2002-2005)
- Frank van der Meijden - guitare (2002-2005)
- Martijn Willemsen - basse (2002-2005)
- Tim Kuper - batterie (2002-2005)
- Charlotte Wessels - chant (2005-2021)
- Rob van der Loo - basse (2005-2010)
- Sander Zoer - batterie (2006-2014)
- Ray van Lente - guitare (2006-2007)
- Ronald Landa - grunt, guitare (2006-2009)
- Ewout Pieters - guitare (2009-2010)
- Otto Schimmelpenninck van der Oije - basse (2010-2021)
- Timo Somers - guitare (2011-2021)
- Ruben Israel - batterie (2014-2018)
- Merel Bechtold - guitare (2015-2019)
- Joey de Boer - batterie (2019-2021)

## Discographie

### Albums studio
- 2006 : Lucidity
- 2009 : April Rain
- 2012 : We Are the Others
- 2014 : The Human Contradiction
- 2016 : Moonbathers
- 2020 : Apocalypse and Chill
- 2023 : Dark Waters

### Album en concert
- 2017 : A Decade of Delain: Live at Paradiso

### Compilation
- 2013 : Interlude

### EP
- 2016 : Lunar Prelude
- 2019 : Hunter's Moon